# الدعاية في الاتحاد السوفيتي
استندت الدعاية في الاتحاد السوفيتي على الأيديولوجية الماركسية اللينينية للترويج لصفوف الحزب الشيوعي. كانت الدعاية إحدى الطرق العديدة التي حاول بها الاتحاد السوفيتي السيطرة على مواطنيه. في عهد ستالين، اخترِقت حتى العلوم الاجتماعية والطبيعية ما أدى إلى ظهور النظرية العلمية الزائفة الليسينكووية، في حين أدينت مجالات المعرفة الحقيقية، مثل علم الوراثة، وعلم التَّربين، وعلم الاجتماع، وجرى حظرها باعتبارها «علمًا زائفًا برجوازيًا».
كانت وظيفة هيئة الرقابة الرئيسية في الاتحاد السوفيتي، جلافلت، إزالة أي مواد مطبوعة غير مرغوب فيها، وأيضًا «ضمان وضع اللمسة الأيديولوجية الصحيحة على كل مادة منشورة». في عهد ستالين، كان الانحراف عن إملاءات الدعاية الرسمية يعاقب عليه بالإعدام ومعسكرات العمل. في عصر ما بعد ستالين، استعيض عن هذه التدابير العقابية بالطب النفسي العقابي، والسجن، والحرمان من العمل، وفقدان الجنسية. قال الكاتب إسحاق بابل على انفراد لصديق موثوق به: «اليوم لا يستطيع الرجل التحدث بحرية إلا مع زوجته في الليل شرط أن يسحب البطانيات فوق رأسه».

## نظرية الدعاية
وفقًا للمؤرخ بيتر كينز، «لم يساهم الاشتراكيون الروس في أي شيء في المناقشة النظرية لتقنيات الإقناع الجماعي... ولم يبحث البلاشفة قط ولم يجدوا أساليب ذكية شيطانية للتأثير على عقول الناس وغسل أدمغتهم». يقول كينز إن عدم الاهتمام هذا «نابع من مفهومهم للدعاية. لقد فكروا في الدعاية باعتبارها جزءًا من التعليم». في دراسة نُشرت عام 1958، خلص أستاذ إدارة الأعمال ريموند باور إلى أن: «من المفارقات أن علم النفس والعلوم الاجتماعية الأخرى جرى توظيفها في الاتحاد السوفيتي لتلك الأغراض على وجه التحديد في حين اعتقد الأمريكيون عمومًا أن علم النفس يُستخدم في الدولة الشمولية –للدعاية السياسة وللسيطرة على السلوك البشري».

## وسائل الإعلام

### المدارس والمنظمات الشبابية

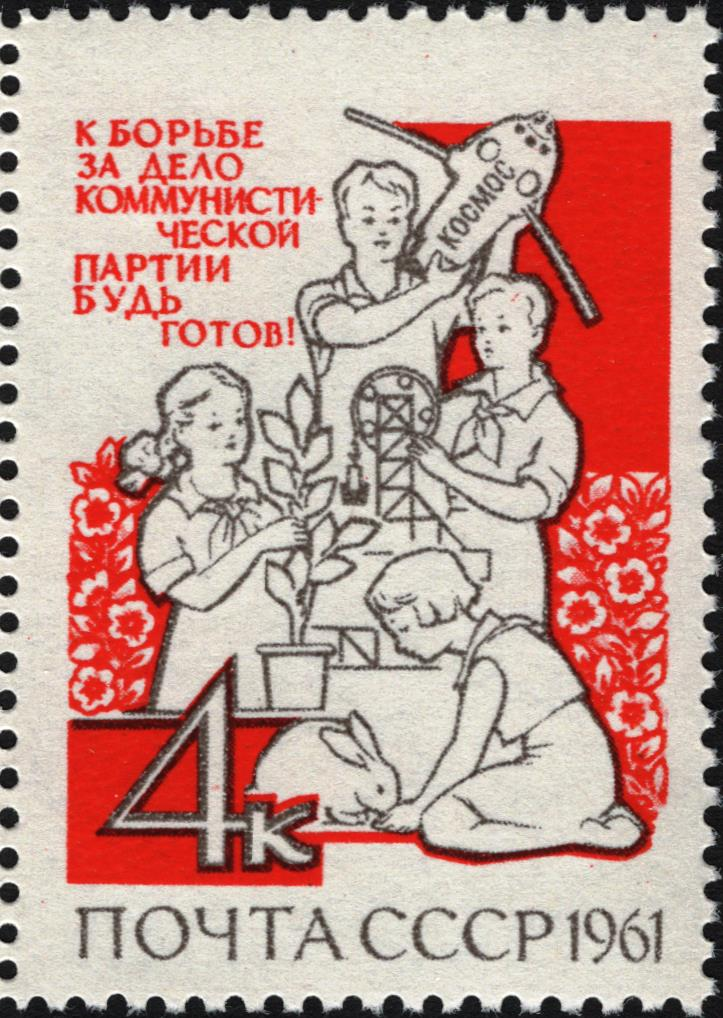
الرواد الشباب مع شعارهم: «استعدوا للقتال من أجل قضية الحزب الشيوعي»

كان الهدف المهم للدعاية الشيوعية هو خلق رجل جديد. عملت المدارس ومنظمات الشباب الشيوعية، مثل الرواد الشباب والكمسمول، على إخراج الأطفال من العائلة «البرجوازية الصغيرة» وإدخال الجيل التالي في أسلوب الحياة الجماعي. رُفضت صراحة فكرة أن تنشئة الأطفال هي من اهتمامات والديهم. قال أحد منظري التعليم:
يجب أن نكوّن من شبابنا جيلًا من الشيوعيين. الأطفال، مثل الشمع الناعم، مرنون للغاية وينبغي قولبتهم في قالب الشيوعية الجيد... يجب أن ننقذ الأطفال من التأثير الضار للأسرة... يجب أن نؤممهم. يجب أن يجدوا أنفسهم تحت التأثير المفيد للمدارس الشيوعية منذ الأيام الأولى لحياتهم البسيطة ... وبذلك تُجبر الأم على إعطاء طفلها للدولة السوفيتية -هذه هي مهمتنا.
قيل لهؤلاء الذين ولدوا بعد الثورة صراحة أن قدرهم بناء مدينة فاضلة للأخوة والعدالة، وأنهم لن يكونوا مثل والديهم، بل إنهم شيوعيون تمامًا. أقيمت «أركان لينين»، وهي عبارة عن «أضرحة سياسية لعرض دعايةٍ عن مؤسس الدولة السوفييتية الشبيه بالله» في جميع المدارس. نظمت المدارس مسيرات، وأغاني، وتعهدات بالولاء للقيادة السوفيتية. كان أحد الأغراض هو غرس فكرة انخراط الأطفال في الثورة العالمية، وهو أمر أهم من أي روابط عائلية. رُقي بافليك موروزوف، الذي أبلغ الشرطة السرية (المفوضية الشعبية للشؤون الداخلية) عن والده، باعتباره مثالًا إيجابيًا عظيمًا.
كان المعلمون في العلوم الاقتصادية والاجتماعية مسؤولين بشكل خاص عن غرس الآراء الماركسية اللينينية «التي لا تتقهقر». كان جميع المدرسين ميالين بشدة لاتباع خطة تعليم الأطفال التي أقرتها الجهات العليا لأسباب تتعلق بالسلامة، ما سبب مشاكل خطيرة في التعامل مع الأحداث الاجتماعية التي لم تكن مدرجة في الخطة بعد حدوثها. غالبًا ما كان الأطفال العناصر «الغريبة اجتماعيًا» هدفًا لسوء المعاملة أو الطرد باسم الصراع الطبقي. في وقت مبكر من نظام الحكم، انجذب العديد من المعلمين إلى الخطط الشيوعية للتعليم بسبب شغفهم بمحو الأمية وتعليم الحساب، وهو ما كان يحاول الشيوعيون نشره.
كانت منظمة الرواد الشباب عاملُا مهمًا في التلقين العقائدي للأطفال. علموهم أن يكونوا صادقين، وصلبين، وأن يقاتلوا أعداء الاشتراكية. بحلول الثلاثينيات من القرن العشرين، سيطر هذا التلقين تمامًا على الرواد الشباب.

### البث الإذاعي
استخدِم البث الإذاعي جيدًا، وخاصة في الوصول إلى الأميين؛ فوضِعت أجهزة استقبال إذاعية في مراكز مجتمعية، وتعين على الفلاحين أن يأتوا لسماع الأخبار، مثل التغييرات في الحصص التموينية، والبرامج الدعائية، وأيضًا بعض هذه المراكز استخدِمت لوضع الملصقات.
خلال الحرب العالمية الثانية، استخدموا البث الإذاعي لنشر الدعايات حول ألمانيا، كانوا يحضرون أسرى الحرب الألمان للتحدث وطمأنة أقاربهم بأنهم على قيد الحياة، مع إدخال دعاية بين النشرات عن أن جنديًا سيتحدث وهو يكون قد تحدث بالفعل، في الوقت المسموح لعائلته بالتجمع.

### الملصقات

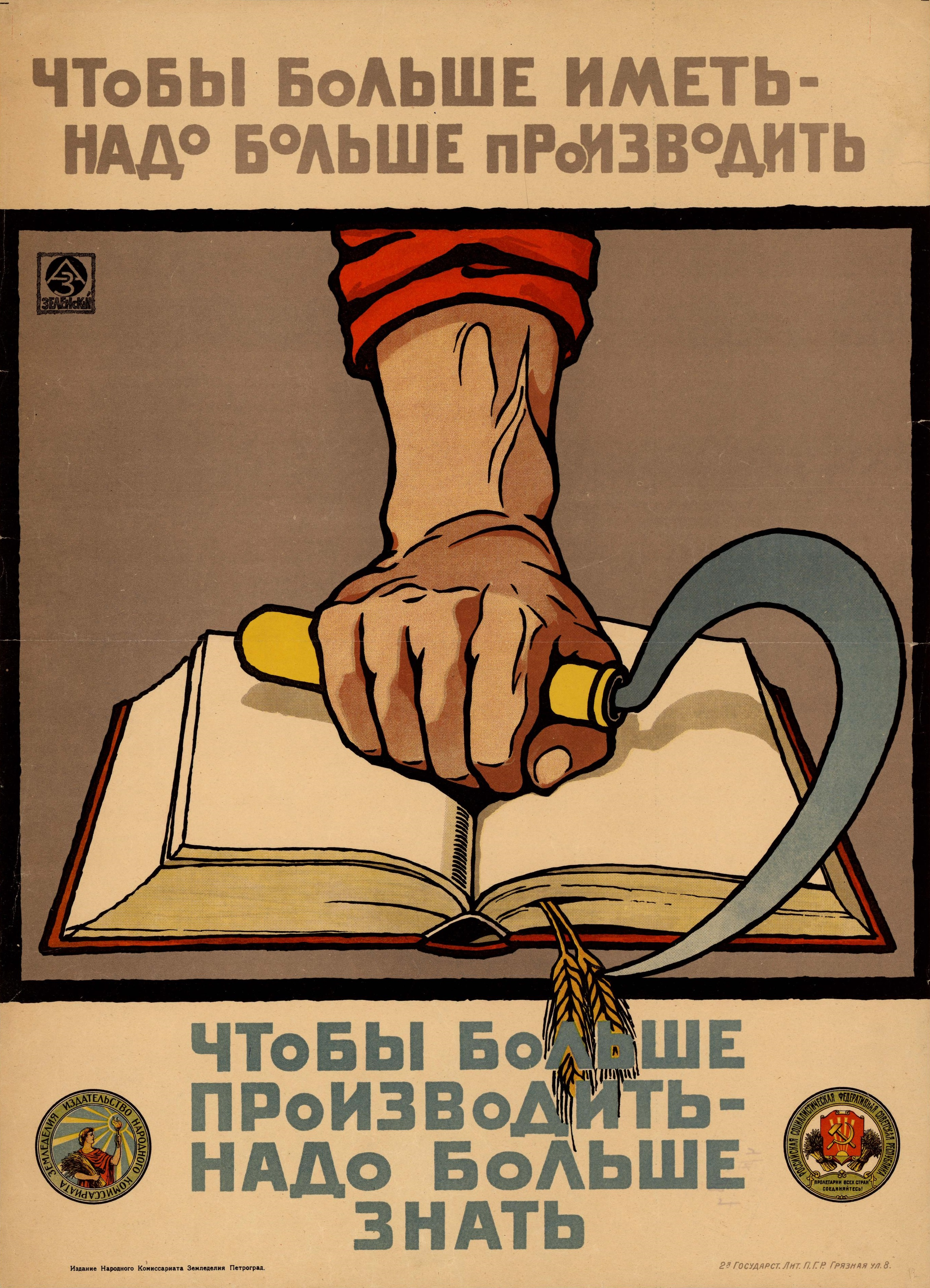
«للحصول على المزيد، يجب أن ننتج المزيد. ولكي ننتج المزيد، يجب أن نعرف المزيد».

استخدِمت الملصقات الجدارية على نطاق واسع في الأيام الأولى، وغالبًا ما صورت انتصارات الجيش الأحمر ليتمكن الأميون من فهمها. استمر هذا، طوال عشرينيات القرن العشرين. واستمر في الحرب العالمية الثانية مع تصميمات جريئة وبسيطة.

### السينما
كانت الأفلام دعائية إلى حد كبير، لكن هذا لا يمنع أنهم كانوا روادًا في مجال الأفلام الوثائقية (رومان كارمن، دزيجا فيرتوف). عندما بدت الحرب حتمية، كُتبت الأعمال الدرامية، مثل فيلم ألكسندر نيفيسكي (1938) لإعداد السكان، سُحب من التداول بعد معاهدة مولوتوف-ريبنتروب، وجرت إعادته بعد بدء الحرب.
عُرضت الأفلام في المسارح ومن القطارات الدعائية. خلال الحرب عُرض الشريط الإخباري في محطات مترو الأنفاق حتى لا يستبعد الفقراء بسبب عدم قدرتهم على الدفع. صورت الأفلام أيضًا قصص النشاط الحزبي، والمعاناة التي تسبب بها النازيون، مثل فيلم الفتاة رقم 217، الذي صور فتاة روسية مستعبدة من قبل عائلة ألمانية لا إنسانية.
نظرًا لأن كل الأفلام تحتاج إلى قاعدة صناعية، فالدعاية كان لها دور كبير في إنتاج الفيلم.

### قطار الدعاية
قطار الدعاية كان واحدًا من المؤسسات خلال الحرب العالمية الثانية، الذي زوِد بالمطابع، والسينما المتنقلة، وبالمحاضرين. في الحرب الأهلية، أرسل السوفييت كلًا من «قطارات التحريض» (بالروسية: агитпоезд)‏ و«الزوارق البخارية التحريضية» (بالروسية: агитпароход)‏ للإعلام والترفيه والدعاية.

### الاجتماعات والمحاضرات
اجتمعوا بالمحاضرين. وعلى الرغم من بلادة الاجتماعات، وجد العديد من الناس أنها خلقت التضامن، وجعلتهم يشعرون بأهميتهم، وأنهم على اطلاع دائم الأخبار. استخدِمت المحاضرات عادة ا للتدرب على الطريقة الصحيحة لكل ركن من أركان الحياة.
كانت محاضرات ستالين حول اللينينية مفيدة في إثبات أن الحزب كان حجر الزاوية لثورة أكتوبر، وهي سياسة عمل لينين بناءًا عليها لكنه لم يكتب عنها نظريًا.

### الفن
استخدم الفن لغرض الدعاية، سواء كان أدبًا أو فنًا بصريًا أو فنًا تعبيريًا. علاوة على ذلك، كان على الفن أن يُظهر معنى واحدًا واضحًا لا لبس فيه. قبل فترة طويلة من فرض ستالين التقييد التام، كانت البيروقراطية الثقافية تنمو والتي اعتبرت أعلى أشكال الفن والغرض منه هو دعاية وبدأت في تقييده ليلائم هذا الدور. كانت الأنشطة الثقافية مقيدة بالرقابة واحتكار المؤسسات الثقافية.
كثيرًا ما اعتمدت الصور على الواقعية البطولية. تصدر الجناح السوفيتي معرض باريس العالمي بتمثال ضخم من تصميم فيرا موخينا، العامل والمزارعة، في قالب بطولي. عكس ذلك دعوة للفن البطولي والرومانسي الذي يعكس المثالية وليس الواقعية. امتلأ الفن بالصحة والسعاد؛ كانت اللوحات تعج بالمشاهد الصناعية والزراعية الحافلة، والمنحوتات التي تصور العمال، والحراس، وأطفال المدارس.
في عام 1937 كان القصد من معرض صناعة الاشتراكية أن يكون معرضًا رئيسيًا للفن الاشتراكي، لكن الصعوبات مع الآلام ومشكلة ظهور «أعداء الشعب» في المشهد تطلبت إعادة العمل، وبعد ستة عشر شهرًا، وافقت الرقابة أخيرًا على إقامة المعرض.